# گرودک (استان اشوی‌داشکسیه)
گرودک (به لهستانی: Gródek) یک منطقهٔ مسکونی در لهستان است که در گمینا ستسمین واقع شده‌است.